# Dody Swane
Theodora Marie Albertine "Dody" Swane-del Court van Krimpen (Rheden, 29 december 1921 - 's-Hertogenbosch, 4 mei 2006) was voorvechtster van de vrouwenemancipatie binnen de golfwereld. Zij lanceerde met de Mevrouw Swanebeker een wedstrijd voor vrouwen die altijd plaatsvindt op Golfclub de Dommel en organiseerde tevens het eerste meisjes-ELTK (Europees Landen Team Kampioenschap). 
In haar jeugd was golf vooral een mannensport. Zij geloofde echter in emancipatie en organiseerde het Europees Landen Team Kampioenschap voor meisjes. In de eerste editie was zij captain met onder anderen Alice Janmaat, Priscilla Sauter en Joyce de Witt Puyt.

## Familie
Als Dody del Court groeide ze van huis uit op met golf. Haar vader Gerry del Court van Krimpen woonde in Villa Anna's Heuvel aan de Arnhemsestraatweg 67 in Velp en was lid van de Rosendaelsche Golfclub. Deze club werd in 1895 opgericht en haar grootvader had daar de eerste negen holes aangelegd. Haar zuster Renée trouwde met Harry Linthorst Homan, die aan de bakermat heeft gestaan van de oprichting van de Golf & Country Club Lauswolt. Dody Swane was de moeder van Victor Swane en de grootmoeder van Robin Swane.

## Bron
- Rijsman, Thomas (2006) 'Tak! Weg die bal - Robin Swane op weg naar de top', PS van de Week (zaterdagmagazine van het Het Parool), pg. 28-33